# Layden Robinson
Layden Robinson (Manvel, 3 maggio 2001) è un giocatore di football americano statunitense che milita nel ruolo di guardia per i New England Patriots della National Football League (NFL).

## Carriera universitaria
Nella sua prima stagione a Texas A&M nel 2019, Robinson dispute due partite Nel 2020 disputò tutte le 10 partite. Nel 2021 disputò come titolare 10 gare su 12. Nel 2022 e 2023 disputò tutte le partite come guardia destra titolare, venendo inserito nell’ultima stagione nella seconda formazione ideale della Southeastern Conference (SEC). Chiuse la carriera nel college football con 33 gare come titolare, dopo di che decise di passare tra i professionisti. Fu convocato per il Senior Bowl e la NFL Scouting Combine.

## Carriera professionistica

### New England Patriots
Robinson fu scelto nel corso del quarto giro (103º assoluto) del Draft NFL 2024 dai New England Patriots. Debuttò come professionista partendo come titolare nella gara del primo turno vinta contro i Cincinnati Bengals. La sua prima stagione si chiuse con 13 presenze, di cui 11 come titolare.